# Inquilinitermes
Inquilinitermes es un género de termitas isópteras perteneciente a la familia Termitidae que tiene las siguientes especies:
1. Inquilinitermes fur
2. Inquilinitermes inquilinus
3. Inquilinitermes microcerus